# Électronique grand public

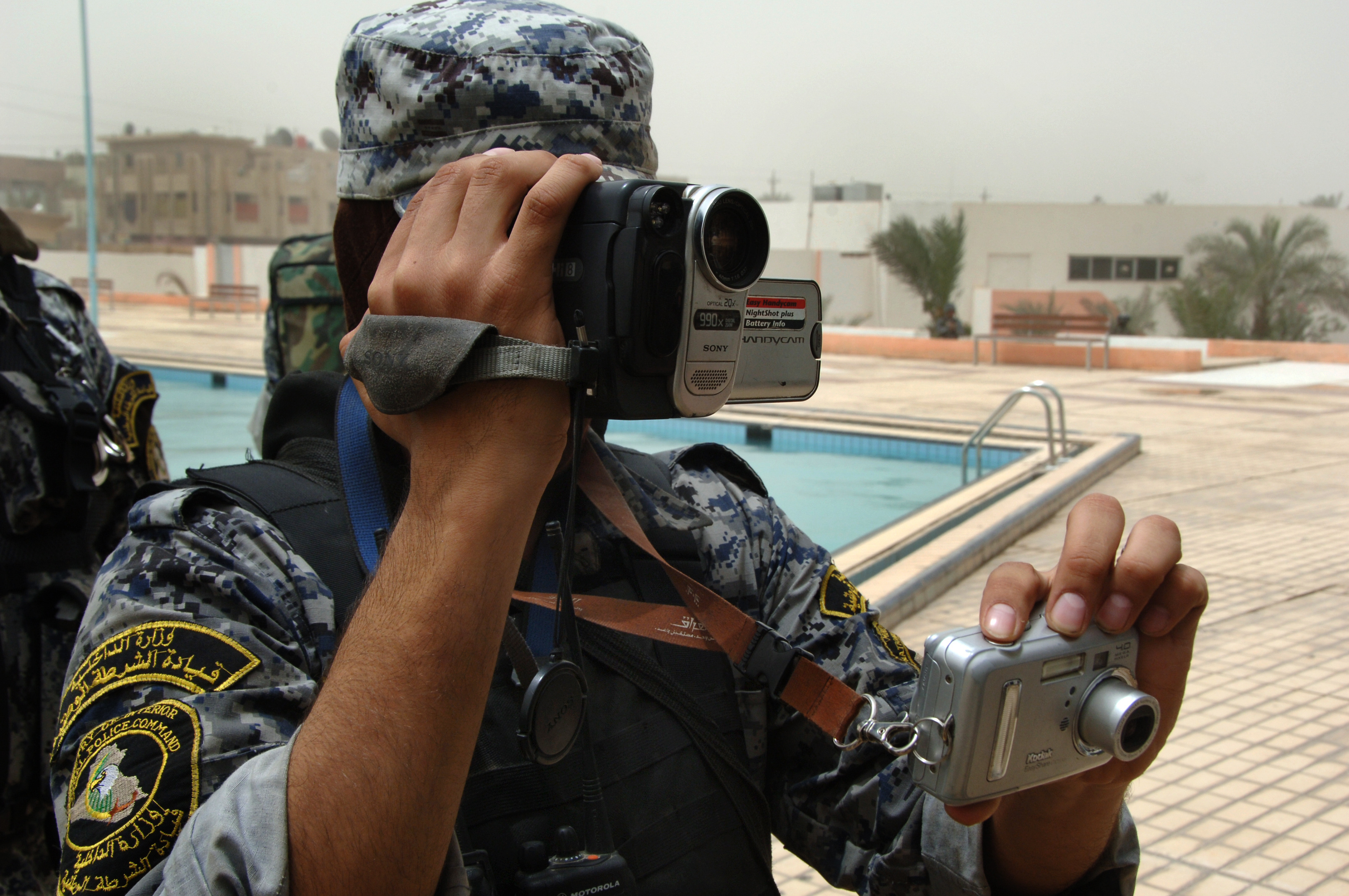
Un officier de la Police nationale irakienne utilisant une caméra vidéo et un appareil photo numériques.

Pour les articles homonymes, voir Électronique et EGP.
 (23 octobre 2024).
L'électronique grand public (EGP) est l'ensemble des appareils utilisant l'électronique à destination du grand public pour leur utilisation personnelle. Cela inclut les chaînes hifi, les téléviseurs, les appareils téléphoniques, les baladeurs, les lecteurs multimédia mais aussi certains produits informatiques comme les consoles de jeux vidéo.

## Exemples globaux dans le domaine des entreprises
En 2013, la marque Philips se retire de l'électronique grand public.

## Critiques
Le cycle de vie de l'électronique grand public est approfondi dans un film documentaire (réalisé en dessin animé) : The story of electronics (sous titré en français). Il s'agit d'une déclinaison du film documentaire L'Histoire des choses (The Story of Stuff) (2007).
L'intellectuel français Jacques Ellul a été l'un des premiers à dénoncer l' « aliénation par la technique ».
Le livre De la servitude moderne (2007. Adapté en film) apporte un point de vue critique, dans son Chapitre IV : La marchandise (9e minute).
Une étude publiée par l'ADEME montre que les enjeux environnementaux liés au développement des objets connectés (exploitation accrue des matières premières et surproduction de déchets) sont importants dans la mesure où beaucoup de produits connectés seront difficilement réparés si les métiers de la réparation et les compétences ne s'adaptent pas à cette révolution numérique.